# Famille Roosevelt
Cette page explique l’histoire ou répertorie les différents membres de la famille Roosevelt.
La famille Roosevelt est une importante et ancienne famille américaine, originaire des Provinces-Unies, qui s'est distinguée par les fonctions politiques, financière et militaires occupées par ses membres.
Elle a été illustrée par Theodore Roosevelt (1858-1919) et Franklin Delano Roosevelt (1882-1945), présidents des États-Unis.

## Histoire
La famille Roosevelt (« champ de roses » en néerlandais) trouve son origine aux Pays-Bas, dans la région de Tholen en Zélande.
Claes Maartenszen van Rosenvelt, l'ancêtre immigré de la famille Roosevelt, est l'un des premiers colons qui arrive à La Nouvelle-Amsterdam (aujourd'hui New York) entre 1638 et 1649. Il achete vers 1652 une ferme à Lambert van Valckenburgh, comprenant dans ce qui est aujourd'hui Midtown Manhattan.
Nicolas Rosenvelt, le fils de Claes van Rosenvelt, est le premier à utiliser l'orthographe « Roosevelt » et à occuper des fonctions politiques. Ses fils Johannes et Jacobus Roosevelt sont respectivement les ancêtres des branches d'Oyster Bay et d'Hyde Park de la famille Roosevelt. 
À la fin du XIXe siècle, les Roosevelt de Hyde Park sont généralement associés au parti démocrate et les Roosevelt d'Oyster Bay au parti Républicain. 
Le président Theodore Roosevelt, issu de la branche d'Oyster Bay, est l'oncle d'Eleanor Roosevelt, plus tard épouse de Franklin Delano Roosevelt. 

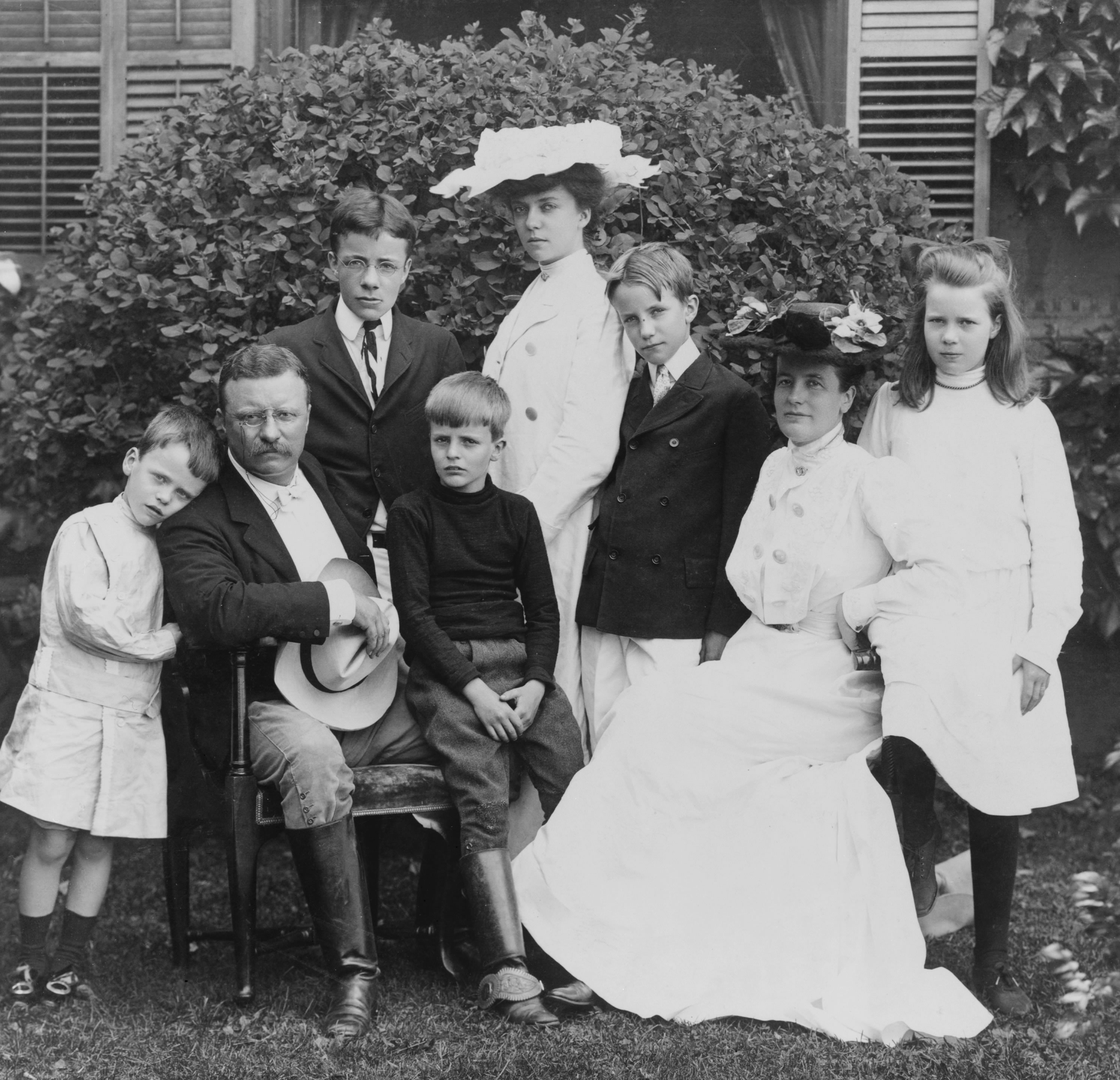
Theodore Roosevelt en famille à Sagamore Hill en 1903.

Malgré les divergences politiques qui ont amené les membres des familles à faire activement campagne les uns contre les autres, les deux branches ont généralement entretenu des liens amicaux.

## Personnalités
- Nicolas Roosevelt, Sr. (1658-1742), homme politique, ancêtre commun.

### Branche d'Oyster Bay
- Henry Roosevelt ; (1879-1936), homme politique et militaire, descendant du précédent ;
- Albert Roosevelt (1879-1962), réalisateur et sportif, cousin du précédent ;
- Julian Roosevelt (1924-1986), sportif, cousin du précédent ;
- Theodore Roosevelt, Sr. (1831-1878), homme d'affaires, cousin du précédent ;
- Theodore Roosevelt, Jr. (1858-1919), homme politique et militaire, fils du précédent ;
- Alice Roosevelt (1884-1980), écrivaine, fille du précédent ;
- Theodore Roosevelt III (1887-1944), homme politique, homme d'affaires et militaire, frère de la précédente ;
- Anna Roosevelt (1946-), anthropologue et archéologue, petite-fille du précédent ;
- Kermit Roosevelt, Sr. (1889-1943), militaire, grand-oncle de la précédente ;
- Kermit Roosevelt, Jr. (1916-2000), militaire, fils du précédent ;
- Quentin Roosevelt I (1897-1919), militaire, oncle du précédent ;
- Eleanor Roosevelt (1884-1962), première dame des États-Unis, cousine du précédent ;
- Corinne Roosevelt (1861-1933), écrivaine, tante de la précédente.

### Branche d'Hyde Park
- James Roosevelt I (1828-1900), homme politique et homme d'affaires, cousin des précédents ;
- Franklin Delano Roosevelt, Sr. (1882-1945), homme politique et juriste, fils du précédent ;
- Franklin Delano Roosevelt, Jr. (1914-1988), homme d'affaires et avocat, fils du précédent ;
- Grace Roosevelt (1867-1945), sportive, cousine du précédent ;
- Ellen Roosevelt (1868-1954), sportive, sœur de la précédente.

## Armoiries
« D'argent à trois roses une en pal et deux en sautoir de gueules barbées, boutonnées, tigées et feuillées au naturel. »

## Arbre généalogique
|  |  |  |  |  |  |  |  |                                                         |                                                         |                                                         |                                                         |                                                                    |                                                                    |                                                                    |                                                                    |                                                                    |                                                                    |                              |                              |                               |                               | Claes van Roosevelt émigre en Amérique vers 1649 (mort en 1659) | Claes van Roosevelt émigre en Amérique vers 1649 (mort en 1659) | Claes van Roosevelt émigre en Amérique vers 1649 (mort en 1659) | Claes van Roosevelt émigre en Amérique vers 1649 (mort en 1659) | Claes van Roosevelt émigre en Amérique vers 1649 (mort en 1659) | Claes van Roosevelt émigre en Amérique vers 1649 (mort en 1659) |                                |                                |                                |                                |                                                             |                                                             |                                                             |                                                             |                                                             |                                                             |                                                            |                                                            | Philippe de La Noye émigre en Amérique vers 1621 (1602-1681) | Philippe de La Noye émigre en Amérique vers 1621 (1602-1681) | Philippe de La Noye émigre en Amérique vers 1621 (1602-1681) | Philippe de La Noye émigre en Amérique vers 1621 (1602-1681) | Philippe de La Noye émigre en Amérique vers 1621 (1602-1681) | Philippe de La Noye émigre en Amérique vers 1621 (1602-1681) |                                |                                |                                |                                |  |  |                            |                            |                            |                            |                            |                            |
|  |  |  |  |  |  |  |  |                                                         |                                                         |                                                         |                                                         |                                                                    |                                                                    |                                                                    |                                                                    |                                                                    |                                                                    |                              |                              |                               |                               | Claes van Roosevelt émigre en Amérique vers 1649 (mort en 1659) | Claes van Roosevelt émigre en Amérique vers 1649 (mort en 1659) | Claes van Roosevelt émigre en Amérique vers 1649 (mort en 1659) | Claes van Roosevelt émigre en Amérique vers 1649 (mort en 1659) | Claes van Roosevelt émigre en Amérique vers 1649 (mort en 1659) | Claes van Roosevelt émigre en Amérique vers 1649 (mort en 1659) |                                |                                |                                |                                |                                                             |                                                             |                                                             |                                                             |                                                             |                                                             |                                                            |                                                            | Philippe de La Noye émigre en Amérique vers 1621 (1602-1681) | Philippe de La Noye émigre en Amérique vers 1621 (1602-1681) | Philippe de La Noye émigre en Amérique vers 1621 (1602-1681) | Philippe de La Noye émigre en Amérique vers 1621 (1602-1681) | Philippe de La Noye émigre en Amérique vers 1621 (1602-1681) | Philippe de La Noye émigre en Amérique vers 1621 (1602-1681) |                                |                                |                                |                                |  |  |                            |                            |                            |                            |                            |                            |
|  |  |  |  |  |  |  |  |                                                         |                                                         |                                                         |                                                         |                                                                    |                                                                    |                                                                    |                                                                    |                                                                    |                                                                    |                              |                              |                               |                               | Nicholas Roosevelt (1658-1742)                                  |                                                                 |                                                                 |                                                                 |                                                                 |                                                                 |                                |                                |                                |                                |                                                             |                                                             |                                                             |                                                             |                                                             |                                                             |                                                            |                                                            |                                                              |                                                              |                                                              |                                                              |                                                              |                                                              |                                |                                |                                |                                |  |  |                            |                            |                            |                            |                            |                            |
|  |  |  |  |  |  |  |  |                                                         |                                                         |                                                         |                                                         |                                                                    |                                                                    |                                                                    |                                                                    |                                                                    |                                                                    |                              |                              |                               |                               |                                                                 |                                                                 |                                                                 |                                                                 |                                                                 |                                                                 |                                |                                |                                |                                |                                                             |                                                             |                                                             |                                                             |                                                             |                                                             |                                                            |                                                            |                                                              |                                                              |                                                              |                                                              |                                                              |                                                              |                                |                                |                                |                                |  |  |                            |                            |                            |                            |                            |                            |
|  |  |  |  |  |  |  |  |                                                         |                                                         |                                                         |                                                         |                                                                    |                                                                    |                                                                    |                                                                    |                                                                    |                                                                    |                              |                              |                               |                               |                                                                 |                                                                 |                                                                 |                                                                 |                                                                 |                                                                 |                                |                                |                                |                                |                                                             |                                                             |                                                             |                                                             |                                                             |                                                             |                                                            |                                                            |                                                              |                                                              |                                                              |                                                              |                                                              |                                                              |                                |                                |                                |                                |  |  |                            |                            |                            |                            |                            |                            |
|  |  |  |  |  |  |  |  |                                                         |                                                         |                                                         |                                                         |                                                                    |                                                                    |                                                                    |                                                                    |                                                                    |                                                                    |                              |                              |                               |                               |                                                                 |                                                                 |                                                                 |                                                                 |                                                                 |                                                                 |                                |                                |                                |                                |                                                             |                                                             |                                                             |                                                             |                                                             |                                                             |                                                            |                                                            |                                                              |                                                              |                                                              |                                                              |                                                              |                                                              |                                |                                |                                |                                |  |  |                            |                            |                            |                            |                            |                            |
|  |  |  |  |  |  |  |  |                                                         |                                                         |                                                         |                                                         | Branche dite d'« Oyster Bay » Johannes Roosevelt (en) (né en 1689) | Branche dite d'« Oyster Bay » Johannes Roosevelt (en) (né en 1689) | Branche dite d'« Oyster Bay » Johannes Roosevelt (en) (né en 1689) | Branche dite d'« Oyster Bay » Johannes Roosevelt (en) (né en 1689) | Branche dite d'« Oyster Bay » Johannes Roosevelt (en) (né en 1689) | Branche dite d'« Oyster Bay » Johannes Roosevelt (en) (né en 1689) |                              |                              |                               |                               |                                                                 |                                                                 |                                                                 |                                                                 |                                                                 |                                                                 |                                |                                |                                |                                | Branche dite de « Hyde Park » Jacobus Roosevelt (1692-1776) | Branche dite de « Hyde Park » Jacobus Roosevelt (1692-1776) | Branche dite de « Hyde Park » Jacobus Roosevelt (1692-1776) | Branche dite de « Hyde Park » Jacobus Roosevelt (1692-1776) | Branche dite de « Hyde Park » Jacobus Roosevelt (1692-1776) | Branche dite de « Hyde Park » Jacobus Roosevelt (1692-1776) |                                                            |                                                            |                                                              |                                                              |                                                              |                                                              |                                                              |                                                              |                                |                                |                                |                                |  |  |                            |                            |                            |                            |                            |                            |
|  |  |  |  |  |  |  |  |                                                         |                                                         |                                                         |                                                         | Branche dite d'« Oyster Bay » Johannes Roosevelt (en) (né en 1689) | Branche dite d'« Oyster Bay » Johannes Roosevelt (en) (né en 1689) | Branche dite d'« Oyster Bay » Johannes Roosevelt (en) (né en 1689) | Branche dite d'« Oyster Bay » Johannes Roosevelt (en) (né en 1689) | Branche dite d'« Oyster Bay » Johannes Roosevelt (en) (né en 1689) | Branche dite d'« Oyster Bay » Johannes Roosevelt (en) (né en 1689) |                              |                              |                               |                               |                                                                 |                                                                 |                                                                 |                                                                 |                                                                 |                                                                 |                                |                                |                                |                                | Branche dite de « Hyde Park » Jacobus Roosevelt (1692-1776) | Branche dite de « Hyde Park » Jacobus Roosevelt (1692-1776) | Branche dite de « Hyde Park » Jacobus Roosevelt (1692-1776) | Branche dite de « Hyde Park » Jacobus Roosevelt (1692-1776) | Branche dite de « Hyde Park » Jacobus Roosevelt (1692-1776) | Branche dite de « Hyde Park » Jacobus Roosevelt (1692-1776) |                                                            |                                                            |                                                              |                                                              |                                                              |                                                              |                                                              |                                                              |                                |                                |                                |                                |  |  |                            |                            |                            |                            |                            |                            |
|  |  |  |  |  |  |  |  |                                                         |                                                         |                                                         |                                                         | Jacobus Roosevelt (né en 1724)                                     | Jacobus Roosevelt (né en 1724)                                     | Jacobus Roosevelt (né en 1724)                                     | Jacobus Roosevelt (né en 1724)                                     | Jacobus Roosevelt (né en 1724)                                     | Jacobus Roosevelt (né en 1724)                                     |                              |                              |                               |                               |                                                                 |                                                                 |                                                                 |                                                                 |                                                                 |                                                                 |                                |                                |                                |                                | Isaac Roosevelt (1726-1794)                                 | Isaac Roosevelt (1726-1794)                                 | Isaac Roosevelt (1726-1794)                                 | Isaac Roosevelt (1726-1794)                                 | Isaac Roosevelt (1726-1794)                                 | Isaac Roosevelt (1726-1794)                                 |                                                            |                                                            |                                                              |                                                              |                                                              |                                                              |                                                              |                                                              |                                |                                |                                |                                |  |  |                            |                            |                            |                            |                            |                            |
|  |  |  |  |  |  |  |  |                                                         |                                                         |                                                         |                                                         | Jacobus Roosevelt (né en 1724)                                     | Jacobus Roosevelt (né en 1724)                                     | Jacobus Roosevelt (né en 1724)                                     | Jacobus Roosevelt (né en 1724)                                     | Jacobus Roosevelt (né en 1724)                                     | Jacobus Roosevelt (né en 1724)                                     |                              |                              |                               |                               |                                                                 |                                                                 |                                                                 |                                                                 |                                                                 |                                                                 |                                |                                |                                |                                | Isaac Roosevelt (1726-1794)                                 | Isaac Roosevelt (1726-1794)                                 | Isaac Roosevelt (1726-1794)                                 | Isaac Roosevelt (1726-1794)                                 | Isaac Roosevelt (1726-1794)                                 | Isaac Roosevelt (1726-1794)                                 |                                                            |                                                            |                                                              |                                                              |                                                              |                                                              |                                                              |                                                              |                                |                                |                                |                                |  |  |                            |                            |                            |                            |                            |                            |
|  |  |  |  |  |  |  |  |                                                         |                                                         |                                                         |                                                         | James Roosevelt (1759-1840)                                        | James Roosevelt (1759-1840)                                        | James Roosevelt (1759-1840)                                        | James Roosevelt (1759-1840)                                        | James Roosevelt (1759-1840)                                        | James Roosevelt (1759-1840)                                        |                              |                              |                               |                               |                                                                 |                                                                 |                                                                 |                                                                 |                                                                 |                                                                 |                                |                                |                                |                                | James Roosevelt (1760-1847)                                 | James Roosevelt (1760-1847)                                 | James Roosevelt (1760-1847)                                 | James Roosevelt (1760-1847)                                 | James Roosevelt (1760-1847)                                 | James Roosevelt (1760-1847)                                 |                                                            |                                                            |                                                              |                                                              |                                                              |                                                              |                                                              |                                                              |                                |                                |                                |                                |  |  |                            |                            |                            |                            |                            |                            |
|  |  |  |  |  |  |  |  |                                                         |                                                         |                                                         |                                                         | James Roosevelt (1759-1840)                                        | James Roosevelt (1759-1840)                                        | James Roosevelt (1759-1840)                                        | James Roosevelt (1759-1840)                                        | James Roosevelt (1759-1840)                                        | James Roosevelt (1759-1840)                                        |                              |                              |                               |                               |                                                                 |                                                                 |                                                                 |                                                                 |                                                                 |                                                                 |                                |                                |                                |                                | James Roosevelt (1760-1847)                                 | James Roosevelt (1760-1847)                                 | James Roosevelt (1760-1847)                                 | James Roosevelt (1760-1847)                                 | James Roosevelt (1760-1847)                                 | James Roosevelt (1760-1847)                                 |                                                            |                                                            |                                                              |                                                              |                                                              |                                                              |                                                              |                                                              |                                |                                |                                |                                |  |  |                            |                            |                            |                            |                            |                            |
|  |  |  |  |  |  |  |  |                                                         |                                                         |                                                         |                                                         | Cornelius Roosevelt (en) (1794-1871)                               | Cornelius Roosevelt (en) (1794-1871)                               | Cornelius Roosevelt (en) (1794-1871)                               | Cornelius Roosevelt (en) (1794-1871)                               | Cornelius Roosevelt (en) (1794-1871)                               | Cornelius Roosevelt (en) (1794-1871)                               |                              |                              |                               |                               |                                                                 |                                                                 |                                                                 |                                                                 |                                                                 |                                                                 |                                |                                |                                |                                | Isaac Roosevelt (1790-1863)                                 | Isaac Roosevelt (1790-1863)                                 | Isaac Roosevelt (1790-1863)                                 | Isaac Roosevelt (1790-1863)                                 | Isaac Roosevelt (1790-1863)                                 | Isaac Roosevelt (1790-1863)                                 |                                                            |                                                            |                                                              |                                                              |                                                              |                                                              |                                                              |                                                              |                                |                                |                                |                                |  |  |                            |                            |                            |                            |                            |                            |
|  |  |  |  |  |  |  |  |                                                         |                                                         |                                                         |                                                         | Cornelius Roosevelt (en) (1794-1871)                               | Cornelius Roosevelt (en) (1794-1871)                               | Cornelius Roosevelt (en) (1794-1871)                               | Cornelius Roosevelt (en) (1794-1871)                               | Cornelius Roosevelt (en) (1794-1871)                               | Cornelius Roosevelt (en) (1794-1871)                               |                              |                              |                               |                               |                                                                 |                                                                 |                                                                 |                                                                 |                                                                 |                                                                 |                                |                                |                                |                                | Isaac Roosevelt (1790-1863)                                 | Isaac Roosevelt (1790-1863)                                 | Isaac Roosevelt (1790-1863)                                 | Isaac Roosevelt (1790-1863)                                 | Isaac Roosevelt (1790-1863)                                 | Isaac Roosevelt (1790-1863)                                 |                                                            |                                                            |                                                              |                                                              |                                                              |                                                              |                                                              |                                                              |                                |                                |                                |                                |  |  |                            |                            |                            |                            |                            |                            |
|  |  |  |  |  |  |  |  |                                                         |                                                         |                                                         |                                                         | Theodore Roosevelt (1831-1878)                                     | Theodore Roosevelt (1831-1878)                                     | Theodore Roosevelt (1831-1878)                                     | Theodore Roosevelt (1831-1878)                                     | Theodore Roosevelt (1831-1878)                                     | Theodore Roosevelt (1831-1878)                                     |                              |                              |                               |                               |                                                                 |                                                                 |                                                                 |                                                                 |                                                                 |                                                                 |                                |                                |                                |                                | James Roosevelt I (1828-1900)                               | James Roosevelt I (1828-1900)                               | James Roosevelt I (1828-1900)                               | James Roosevelt I (1828-1900)                               | James Roosevelt I (1828-1900)                               | James Roosevelt I (1828-1900)                               |                                                            |                                                            | Sara Ann Delano (en) (1854-1941)                             | Sara Ann Delano (en) (1854-1941)                             | Sara Ann Delano (en) (1854-1941)                             | Sara Ann Delano (en) (1854-1941)                             | Sara Ann Delano (en) (1854-1941)                             | Sara Ann Delano (en) (1854-1941)                             |                                |                                |                                |                                |  |  |                            |                            |                            |                            |                            |                            |
|  |  |  |  |  |  |  |  |                                                         |                                                         |                                                         |                                                         | Theodore Roosevelt (1831-1878)                                     | Theodore Roosevelt (1831-1878)                                     | Theodore Roosevelt (1831-1878)                                     | Theodore Roosevelt (1831-1878)                                     | Theodore Roosevelt (1831-1878)                                     | Theodore Roosevelt (1831-1878)                                     |                              |                              |                               |                               |                                                                 |                                                                 |                                                                 |                                                                 |                                                                 |                                                                 |                                |                                |                                |                                | James Roosevelt I (1828-1900)                               | James Roosevelt I (1828-1900)                               | James Roosevelt I (1828-1900)                               | James Roosevelt I (1828-1900)                               | James Roosevelt I (1828-1900)                               | James Roosevelt I (1828-1900)                               |                                                            |                                                            | Sara Ann Delano (en) (1854-1941)                             | Sara Ann Delano (en) (1854-1941)                             | Sara Ann Delano (en) (1854-1941)                             | Sara Ann Delano (en) (1854-1941)                             | Sara Ann Delano (en) (1854-1941)                             | Sara Ann Delano (en) (1854-1941)                             |                                |                                |                                |                                |  |  |                            |                            |                            |                            |                            |                            |
|  |  |  |  |  |  |  |  |                                                         |                                                         |                                                         |                                                         |                                                                    |                                                                    |                                                                    |                                                                    |                                                                    |                                                                    |                              |                              |                               |                               |                                                                 |                                                                 |                                                                 |                                                                 |                                                                 |                                                                 |                                |                                |                                |                                |                                                             |                                                             |                                                             |                                                             |                                                             |                                                             |                                                            |                                                            |                                                              |                                                              |                                                              |                                                              |                                                              |                                                              |                                |                                |                                |                                |  |  |                            |                            |                            |                            |                            |                            |
|  |  |  |  |  |  |  |  |                                                         |                                                         |                                                         |                                                         |                                                                    |                                                                    |                                                                    |                                                                    |                                                                    |                                                                    |                              |                              |                               |                               |                                                                 |                                                                 |                                                                 |                                                                 |                                                                 |                                                                 |                                |                                |                                |                                |                                                             |                                                             |                                                             |                                                             |                                                             |                                                             |                                                            |                                                            |                                                              |                                                              |                                                              |                                                              |                                                              |                                                              |                                |                                |                                |                                |  |  |                            |                            |                            |                            |                            |                            |
|  |  |  |  |  |  |  |  |                                                         |                                                         |                                                         |                                                         |                                                                    |                                                                    |                                                                    |                                                                    |                                                                    |                                                                    |                              |                              |                               |                               |                                                                 |                                                                 |                                                                 |                                                                 |                                                                 |                                                                 |                                |                                |                                |                                |                                                             |                                                             |                                                             |                                                             |                                                             |                                                             |                                                            |                                                            |                                                              |                                                              |                                                              |                                                              |                                                              |                                                              |                                |                                |                                |                                |  |  |                            |                            |                            |                            |                            |                            |
|  |  |  |  |  |  |  |  | Theodore Roosevelt (1858-1919) Président des États-Unis | Theodore Roosevelt (1858-1919) Président des États-Unis | Theodore Roosevelt (1858-1919) Président des États-Unis | Theodore Roosevelt (1858-1919) Président des États-Unis | Theodore Roosevelt (1858-1919) Président des États-Unis            | Theodore Roosevelt (1858-1919) Président des États-Unis            |                                                                    |                                                                    |                                                                    |                                                                    | Elliot Roosevelt (1860-1894) | Elliot Roosevelt (1860-1894) | Elliot Roosevelt (1860-1894)  | Elliot Roosevelt (1860-1894)  | Elliot Roosevelt (1860-1894)                                    | Elliot Roosevelt (1860-1894)                                    |                                                                 |                                                                 |                                                                 |                                                                 |                                |                                |                                |                                |                                                             |                                                             |                                                             |                                                             |                                                             |                                                             |                                                            |                                                            |                                                              |                                                              |                                                              |                                                              |                                                              |                                                              |                                |                                |                                |                                |  |  |                            |                            |                            |                            |                            |                            |
|  |  |  |  |  |  |  |  | Theodore Roosevelt (1858-1919) Président des États-Unis | Theodore Roosevelt (1858-1919) Président des États-Unis | Theodore Roosevelt (1858-1919) Président des États-Unis | Theodore Roosevelt (1858-1919) Président des États-Unis | Theodore Roosevelt (1858-1919) Président des États-Unis            | Theodore Roosevelt (1858-1919) Président des États-Unis            |                                                                    |                                                                    |                                                                    |                                                                    | Elliot Roosevelt (1860-1894) | Elliot Roosevelt (1860-1894) | Elliot Roosevelt (1860-1894)  | Elliot Roosevelt (1860-1894)  | Elliot Roosevelt (1860-1894)                                    | Elliot Roosevelt (1860-1894)                                    |                                                                 |                                                                 |                                                                 |                                                                 |                                |                                |                                |                                |                                                             |                                                             |                                                             |                                                             |                                                             |                                                             |                                                            |                                                            |                                                              |                                                              |                                                              |                                                              |                                                              |                                                              |                                |                                |                                |                                |  |  |                            |                            |                            |                            |                            |                            |
|  |  |  |  |  |  |  |  | Th. Roosevelt Jr. (1887-1944) Général                   | Th. Roosevelt Jr. (1887-1944) Général                   | Th. Roosevelt Jr. (1887-1944) Général                   | Th. Roosevelt Jr. (1887-1944) Général                   | Th. Roosevelt Jr. (1887-1944) Général                              | Th. Roosevelt Jr. (1887-1944) Général                              |                                                                    |                                                                    |                                                                    |                                                                    |                              |                              | Eleanor Roosevelt (1884-1962) | Eleanor Roosevelt (1884-1962) | Eleanor Roosevelt (1884-1962)                                   | Eleanor Roosevelt (1884-1962)                                   | Eleanor Roosevelt (1884-1962)                                   | Eleanor Roosevelt (1884-1962)                                   |                                                                 |                                                                 |                                |                                |                                |                                |                                                             |                                                             |                                                             |                                                             | Franklin D. Roosevelt (1882-1945) Président des États-Unis  | Franklin D. Roosevelt (1882-1945) Président des États-Unis  | Franklin D. Roosevelt (1882-1945) Président des États-Unis | Franklin D. Roosevelt (1882-1945) Président des États-Unis | Franklin D. Roosevelt (1882-1945) Président des États-Unis   | Franklin D. Roosevelt (1882-1945) Président des États-Unis   |                                                              |                                                              |                                                              |                                                              |                                |                                |                                |                                |  |  |                            |                            |                            |                            |                            |                            |
|  |  |  |  |  |  |  |  | Th. Roosevelt Jr. (1887-1944) Général                   | Th. Roosevelt Jr. (1887-1944) Général                   | Th. Roosevelt Jr. (1887-1944) Général                   | Th. Roosevelt Jr. (1887-1944) Général                   | Th. Roosevelt Jr. (1887-1944) Général                              | Th. Roosevelt Jr. (1887-1944) Général                              |                                                                    |                                                                    |                                                                    |                                                                    |                              |                              | Eleanor Roosevelt (1884-1962) | Eleanor Roosevelt (1884-1962) | Eleanor Roosevelt (1884-1962)                                   | Eleanor Roosevelt (1884-1962)                                   | Eleanor Roosevelt (1884-1962)                                   | Eleanor Roosevelt (1884-1962)                                   |                                                                 |                                                                 |                                |                                |                                |                                |                                                             |                                                             |                                                             |                                                             | Franklin D. Roosevelt (1882-1945) Président des États-Unis  | Franklin D. Roosevelt (1882-1945) Président des États-Unis  | Franklin D. Roosevelt (1882-1945) Président des États-Unis | Franklin D. Roosevelt (1882-1945) Président des États-Unis | Franklin D. Roosevelt (1882-1945) Président des États-Unis   | Franklin D. Roosevelt (1882-1945) Président des États-Unis   |                                                              |                                                              |                                                              |                                                              |                                |                                |                                |                                |  |  |                            |                            |                            |                            |                            |                            |
|  |  |  |  |  |  |  |  |                                                         |                                                         |                                                         |                                                         |                                                                    |                                                                    |                                                                    |                                                                    |                                                                    |                                                                    |                              |                              |                               |                               |                                                                 |                                                                 |                                                                 |                                                                 |                                                                 |                                                                 |                                |                                |                                |                                |                                                             |                                                             |                                                             |                                                             |                                                             |                                                             |                                                            |                                                            |                                                              |                                                              |                                                              |                                                              |                                                              |                                                              |                                |                                |                                |                                |  |  |                            |                            |                            |                            |                            |                            |
|  |  |  |  |  |  |  |  |                                                         |                                                         |                                                         |                                                         |                                                                    |                                                                    |                                                                    |                                                                    |                                                                    |                                                                    |                              |                              |                               |                               |                                                                 |                                                                 |                                                                 |                                                                 |                                                                 |                                                                 |                                |                                |                                |                                |                                                             |                                                             |                                                             |                                                             |                                                             |                                                             |                                                            |                                                            |                                                              |                                                              |                                                              |                                                              |                                                              |                                                              |                                |                                |                                |                                |  |  |                            |                            |                            |                            |                            |                            |
|  |  |  |  |  |  |  |  |                                                         |                                                         |                                                         |                                                         |                                                                    |                                                                    |                                                                    |                                                                    |                                                                    |                                                                    |                              |                              |                               |                               |                                                                 |                                                                 |                                                                 |                                                                 |                                                                 |                                                                 |                                |                                |                                |                                |                                                             |                                                             |                                                             |                                                             |                                                             |                                                             |                                                            |                                                            |                                                              |                                                              |                                                              |                                                              |                                                              |                                                              |                                |                                |                                |                                |  |  |                            |                            |                            |                            |                            |                            |
|  |  |  |  |  |  |  |  |                                                         |                                                         |                                                         |                                                         | Anna Roosevelt (1906-1975)                                         | Anna Roosevelt (1906-1975)                                         | Anna Roosevelt (1906-1975)                                         | Anna Roosevelt (1906-1975)                                         | Anna Roosevelt (1906-1975)                                         | Anna Roosevelt (1906-1975)                                         |                              |                              | James Roosevelt (1907-1991)   | James Roosevelt (1907-1991)   | James Roosevelt (1907-1991)                                     | James Roosevelt (1907-1991)                                     | James Roosevelt (1907-1991)                                     | James Roosevelt (1907-1991)                                     |                                                                 |                                                                 | Franklin Roosevelt (1909-1909) | Franklin Roosevelt (1909-1909) | Franklin Roosevelt (1909-1909) | Franklin Roosevelt (1909-1909) | Franklin Roosevelt (1909-1909)                              | Franklin Roosevelt (1909-1909)                              |                                                             |                                                             | Elliot Roosevelt (1910-1990)                                | Elliot Roosevelt (1910-1990)                                | Elliot Roosevelt (1910-1990)                               | Elliot Roosevelt (1910-1990)                               | Elliot Roosevelt (1910-1990)                                 | Elliot Roosevelt (1910-1990)                                 |                                                              |                                                              | Franklin Roosevelt (1914-1988)                               | Franklin Roosevelt (1914-1988)                               | Franklin Roosevelt (1914-1988) | Franklin Roosevelt (1914-1988) | Franklin Roosevelt (1914-1988) | Franklin Roosevelt (1914-1988) |  |  | John Roosevelt (1916-1981) | John Roosevelt (1916-1981) | John Roosevelt (1916-1981) | John Roosevelt (1916-1981) | John Roosevelt (1916-1981) | John Roosevelt (1916-1981) |

## Alliances
Cette famille s'est alliée aux familles : Kunst (1682), Vandalsen (1689), Vries (1702), Hamel (1703), Morris (1828), Goldberg (1874), Comfort, English, Folman, Meyer, de la Montagne, Roosa,Thomas, Wiley...

### Branche aînée d'Oyster Park
Cette famille s'est alliée aux familles : Siortes (1708), Boyert (1746), van Schaack (1793), Burnhill (1821), West (1845), Einlein (1847), Bulloch (1853), Piorkque (1878), Vance (1879), Lee (1880), Lowell (1882), Robinson (1882), Hall (1883), Kean (1883), Shippen (1883), d'Oremieulx (1884), Catelot (1885), Carow (1886), Kimberley (1889), Cowles (1895), Hamerley (1898), Arosa (1899), Clarke (1905), Lamp (1905), Longworth (1906), Willis (1908), Shelley (1909), Alexander (1910), Warner (1910), Bayne (1911), Richardson (1912), Derby (1913), Dick (1913), Addison (1914), Biscoe (1914), Weinacht (1916), Minor (1920), Graves (1921), O'Donnele (1930), McMillan (1934), Pallavicini (1935), Whiting (1936), Gaddis (1937), Lamp (1937), Armentrout (1939), Babcock (1940), Tweed (1940), King (1941), Palfrey (1942), Scott (1942), Lummings (1943), Graham (1946), Barmine (1948), Jaicks (1949), Russell (1955), Schantz (1957), Jeffries (1958), Wendt (1958), Sparrow (1959), Alfred (1966), Buss (1969), MacGuignan (1980), Bosh, Denis, Durgeq, Ellis, Fortescue, Gates, Geer, Jackson, Keod, Merritt, Lounbury, O'Toole, de Peyster, Porter, Rauchfuss, Reeve, Unger, Wood, Woodhouse...

### Branche cadette d'Hyde Park
Cette famille s'est alliée aux familles : Hardenbroek (1713), Barclay (1737, 1812), Hoffman (1752), Varick (1780), Kissam (1786), Walton (1786), Howland (1821, 1853), Lyle (1823), Aspinwall (1825), Crosby (1866),  Astor (1878), Delano (1880), Clark (1895, 1938), Robinson (1904), Riley (1914), Dall (1926), Cubring (1930), Browning (1932), Googins (1933), Boettiger (1935), du Pont de Nemours (1937), Schneider (1941), Emerson (1944), Perrin (1949), Bell (1951), Halsted (1952), di Bonaventura (1953), Lindsley (1956), Owens (1956), Kyle (1957), Haddad (1959), McFadden (1959), Whitehead (1960), Goodyear (1962), Smith (1962), Luke (1964), Havenmeyer (1965), McAlpin (1965), Knowlton (1966), Colin (1968), Johnston (1968), Barrons (1969), Winskill (1969), Sarnoff (1970), Hurn (1972), Wilford (1973), Shoonmaker (1976), Ireland (1977), Oaken (1977), Weicken (1984), Stockton (1989), Bayley, Byvanck...